# Passaloecus clypealis
Passaloecus clypealis är en stekelart som beskrevs av Faester 1947. Passaloecus clypealis ingår i släktet Passaloecus, och familjen Crabronidae. Enligt den finländska rödlistan är arten nära hotad i Finland. Arten är reproducerande i Sverige. Artens livsmiljö är strandängar vid sötvatten.